# Rote Liste gefährdeter Tiere, Pflanzen und Pilze Deutschlands
Die Rote Liste gefährdeter Tiere, Pflanzen und Pilze Deutschlands ist eine Rote Liste gefährdeter Arten, die vom Bundesamt für Naturschutz für das Gebiet von Deutschland herausgegeben wird. In Deutschland kommen mindestens 48.000 Tierarten und mehr als 24.000 Pflanzen und Pilze vor. Nach den Fassungen von 1996, 1998 und 2009ff. wird seit 2020 an einer Neuausgabe gearbeitet. Dabei wird das Bundesamt für Naturschutz vom Rote-Liste-Zentrum unterstützt.
Darüber hinaus gibt es Landeslisten für die einzelnen deutschen Bundesländer, zum Beispiel seit 1979 die Rote Liste der gefährdeten Pflanzen, Pilze und Tiere in Nordrhein-Westfalen und seit 1978 die Rote Liste Farn- und Samenpflanzen Sachsens. Die Bundesanstalt für Landwirtschaft und Ernährung gibt seit 2009 auch die Rote Liste der gefährdeten einheimischen Nutzpflanzen in Deutschland heraus. Die Rote Liste der Brutvögel Deutschlands wird vom Nationalen Gremium Rote Liste Vögel im Auftrag des Deutschen Rats für Vogelschutz herausgegeben.

## Ausgaben
Rote Liste gefährdeter Tiere, Pflanzen und Pilze Deutschlands. Bundesamt für Naturschutz, Bonn-Bad Godesberg:
- Band 1: Wirbeltiere. 2009, ISBN 978-3-7843-5033-2.
- Band 2: Meeresorganismen. 2013, ISBN 978-3-7843-5330-2.
- Band 3: Wirbellose Tiere (Teil 1). 2011, ISBN 978-3-7843-5231-2.
- Band 4: Wirbellose Tiere (Teil 2). 2016, ISBN 978-3-7843-5474-3.
- Band 5: Wirbellose Tiere (Teil 3). 2021, ISBN 978-3-7843-5726-3.
- Band 6: Pilze (Teil 2) – Flechten und Myxomyzeten. 2011, ISBN 978-3-7843-5188-9.
- Band 7: Pflanzen. 2018, ISBN 978-3-7843-5612-9.
- Band 8: Pilze (Teil 1) – Großpilze. 2016, ISBN 978-3-7843-5454-5.

Seit 2020 erscheinen die Listen als Einzelpublikationen, die auch als barrierefreie pdfs der gedruckten Ausgaben zur Verfügung stehen. 

## Kategorisierung

Kategorisierung des BFN zur Erstellung einer Roten Liste für Gebiete in Deutschland

Für Erstellung der Listen wird die „Methodische Anleitung zur Erstellung Roter Listen gefährdeter Tiere, Pflanzen und Pilze“ genutzt.
Kategorie 0 – Ausgestorben oder verschollen
Arten, die im Bezugsraum verschwunden sind oder von denen keine wild lebenden Populationen mehr bekannt sind. Die Populationen sind entweder nachweisbar ausgestorben, in aller Regel ausgerottet (die bisherigen Habitate bzw. Standorte sind so stark verändert, dass mit einem Wiederfund nicht mehr zu rechnen ist) oder verschollen, das heißt, aufgrund vergeblicher Nachsuche über einen längeren Zeitraum besteht der begründete Verdacht, dass ihre Populationen erloschen sind.
Kategorie 1 – Vom Aussterben bedroht
Arten, die so schwerwiegend bedroht sind, dass sie in absehbarer Zeit aussterben, wenn die Gefährdungsursachen fortbestehen. Ein Überleben im Bezugsraum kann nur durch sofortige Beseitigung der Ursachen oder wirksame Schutz- und Hilfsmaßnahmen für die Restbestände dieser Arten gesichert werden.
Kategorie 2 – Stark gefährdet
Arten, die erheblich zurückgegangen oder durch laufende bzw. absehbare menschliche Einwirkungen erheblich bedroht sind. Wird die aktuelle Gefährdung der Art nicht abgewendet, rückt sie voraussichtlich in die Kategorie „Vom Aussterben bedroht“ auf.
Kategorie 3 – Gefährdet
Arten, die merklich zurückgegangen oder durch laufende bzw. absehbare menschliche Einwirkungen bedroht sind. Wird die aktuelle Gefährdung der Art nicht abgewendet, rückt sie voraussichtlich in die Kategorie „Stark gefährdet“ auf.
Kategorie G – Gefährdung unbekannten Ausmaßes
Arten, die gefährdet sind. Einzelne Untersuchungen lassen eine Gefährdung erkennen, aber die vorliegenden Informationen reichen für eine exakte Zuordnung zu den Kategorien 1 bis 3 nicht aus.
Kategorie R – Extrem Selten
Extrem seltene bzw. sehr lokal vorkommende Arten, deren Bestände in der Summe weder lang- noch kurzfristig abgenommen haben und die auch nicht aktuell bedroht, aber gegenüber unvorhersehbaren Gefährdungen besonders anfällig sind.
Kategorie V – Vorwarnliste
Arten, die merklich zurückgegangen sind, aber aktuell noch nicht gefährdet sind. Bei Fortbestehen von bestandsreduzierenden Einwirkungen ist in naher Zukunft eine Einstufung in die Kategorie „Gefährdet“ wahrscheinlich.
Kategorie D – Daten unzureichend
Die Informationen zu Verbreitung, Biologie und Gefährdung einer Art sind unzureichend, wenn die Art bisher oft übersehen bzw. nicht unterschieden wurde oder erst in jüngster Zeit taxonomisch untersucht wurde oder taxonomisch nicht ausreichend geklärt ist oder mangels Spezialisten hinsichtlich einer möglichen Gefährdung nicht beurteilt werden kann.
Kategorie * – Ungefährdet
Arten werden als derzeit nicht gefährdet angesehen, wenn ihre Bestände zugenommen haben, stabil sind oder so wenig zurückgegangen sind, dass sie nicht mindestens in Kategorie V eingestuft werden müssen.
Kategorie ♦ – Nicht bewertet
Für diese Arten wird keine Gefährdungsanalyse durchgeführt.